# Adam Urbanowski
Grzegorz Adam Urbanowski, né le 24 décembre 1959 à Pułtusk (Pologne), est un ultra-marathonien et marcheur athlétique polonais.    

## Biographie
La carrière sportive d'Adam Urbanowski commence comme cycliste, puis il participe pendant une courte période à des courses de longue distance, avant d'opter pour la marche athlétique. 
En 1990, il remporte le championnat de Pologne, et, en 1991, le titre de vice-champion de Pologne du 50 km en 3 h 58 min 19 s. Depuis 1992, il se spécialise dans les marches de 200 km ou plus. Il remporte dix fois (en 1994, 1996-1998, 2001-2003, 2005-2007) le Paris-Colmar, établissant un record historique de nombre de victoires pour l'épreuve, précédemment tenu par Roger Quemener.

## Voir également
- Coupe du monde de marche IAAF 1983
- Coupe du monde de marche IAAF 1989